# Stanley Wells

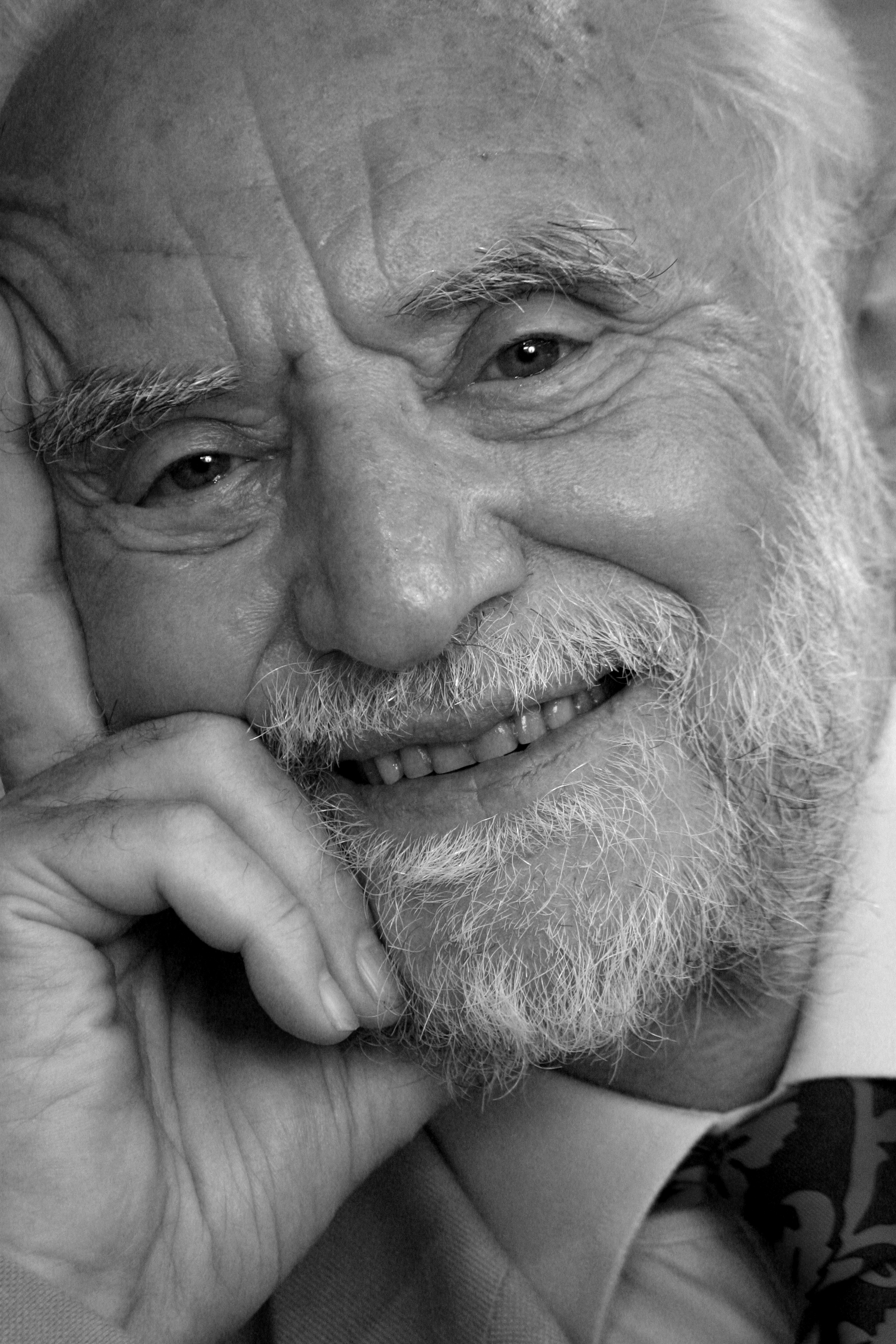
Wells im Jahre 2012

Sir Stanley William Wells, CBE (geb. 21. Mai 1930 in Hull, Vereinigtes Königreich) ist ein britischer Shakespearewissenschaftler und emeritierter Professor für englische Sprache an der University of Birmingham.

## Leben und Werk
Wells wurde in Hull als Sohn von Stanley Cecil Wells MBE und Doris Wells geboren. Sein Vater war Verwaltungsangestellter bei einem Busunternehmen. Wells besuchte die Kingston High School in Hull und erwarb einen Abschluss in englischer Sprache am University College London. 1951 schied er aus dem Dienst der RAF aus. In Hampshire war er Lehrer, bevor er 1962 sein Studium mit einer Promotion über Robert Greene abschloss.

### Akademische Karriere
Als Hochschullehrer und Mitglied des Shakespeare Instituts an der Universität von Birmingham betreute er über 60 Doktoranden. Er war Herausgeber der Penguin Shakespeareausgabe, Direktor der "Royal Shakespeare Theatre Summer School" und Präsident des "Royal Shakespeare Theatre" dessen Ehrenpräsident er seit 2003 ist. Im Jahre 1977 wurde er verantwortlicher Leiter der Shakespeare-Abteilung von Oxford University Press und zuständig für die Herausgabe der neuen Oxford Shakespeare-Ausgabe. Zusammen mit Gary Taylor, John Jowett und William Montgomery wurde diese als Leseversion der Gesamtausgabe im Jahr 1986 abgeschlossen. Die vielbändige neue Einzelausgabe der Werke wurde mit dem Erscheinen des Bandes zu Richard II im August 2011 abgeschlossen. Während seiner Zeit in Oxford war Wells Fellow am Balliol College. Nach Abschluss der Arbeiten dort ging er 1987 nach Stratford und wurde dort Leiter des "Shakespeare Instituts". Von 1990 bis 1997 war er Vorstand des "The Shakespeare Birthplace Trust". Er ist Kurator des "Rose Theatre" und Mitglied im Verwaltungsrat des "Globe Theatre".

### Ehrungen
2007 wurde er für seine Verdienste um die englische Literatur zum Commander of the British Empire ernannt. 2010 erhielt er den Sam-Wanamaker-Preis, der jährlich im Namen des Gründers des neuen Globe Theatre verliehen wird. Er ist Fellow der University College London und Ehrendoktor der Furman University South Carolina, und der Universitäten von München, Hull, Durham, Warwick, Craiova und Marburg.
Wells ist mit der Schriftstellerin Susan Hill verheiratet und hat zwei Töchter.

## Ausgewählte Werke
- Thomas Nashe, Selected Writings 1964
- Modernizing Shakespeare's Spelling, with Three Studies in the Text of Henry V (mit Gary Taylor, 1979),
- Re-editing Shakespeare for the Modern Reader. (1984)
- William Shakespeare. A Textual Companion. (mit Gary Taylor, John Jowett und William Montgomery, 1987, korrigierte Neuauflage 1997)
- Shakespeare in the Theatre: An Anthology of Criticism. (1997)
- The Oxford Dictionary of Shakespeare. (1998)
- The Oxford Companion to Shakespeare. (mit Michael Dobson, 2001)
- The Oxford Shakespeare: King Lear (2001)
- The Cambridge Companion to Shakespeare. (mit Margreta da Grazia, 2001, 2. Auflage 2010)
- Shakespeare: The Poet and his Plays (2001)
- Shakespeare For All Time (2002)
- Shakespeare & Co. (2006)
- Shakespeare, Sex, and Love (2010)